# Storia di arcieri, pugni e occhi neri
Storia di arcieri, pugni e occhi neri è un film del 1976 diretto da Tonino Ricci.